# MM Jazzfestival
Das MM Jazzfestival (auch M. Mendt Jazzfestival) ist ein seit 2005 jährlich im Herbst ausgetragenes Festival in St. Pölten. Es entwickelte sich zum festen Bestandteil der Jazz-Szene in Niederösterreich. „MM“ steht für Marianne Mendt, Gründerin und künstlerische Leiterin der Veranstaltung.

## Geschichte
Mendt gründete Ende 2004 mit dem Ziel der Förderung österreichischer Jazz-Musiker die MM Musikwerkstatt. Das Festival als Teil des Werkstattprojekts in Kooperation mit dem Festspielhaus St. Pölten fand erstmals vom 14. bis 18. September 2005 mit Teilnehmern wie Peter Wolf, Upper Austrian Bigband, Lungau Big Band, Karl Ratzer, Richard Oesterreicher und Viktor Gernot statt. Neben Profimusikern treten auch Nachwuchskünstler bei der Veranstaltung auf. 2007 war der Festival-Sampler von der Erstaustragung 2005 bei der Amadeus-Verleihung in der Kategorie „Jazz/Blues/Folk Album des Jahres national“ nominiert. Die zehnte Durchführung im Jahr 2014 ging einher mit dem 50-jährigen Bühnenjubiläum der Namensgeberin.
2013 wurde bei der neunten Austragung erstmals der MM Nachwuchs Award im Rahmen des Jazzfestivals verliehen. 2013 gewann diesen in der Kategorie „Beste(r) Sänger(in)“ Kristina Trezune und in der Kategorie Beste(r) „Instrumentalist(in)“ der Altsaxophonist Stefan Gottfried. 2014 ging der Preis an die Sängerin Nina Strnad.